# Liste der Naturschutzgebiete im Landkreis Greiz
Im Thüringer Landkreis Greiz gibt es fünf Naturschutzgebiete.
| Name des Gebietes        | Bild           | Kennung | WDPA   | Landkreis / Stadt                 | Beschreibung / Bemerkungen | Standort | Fläche in Hektar | Datum der Verordnung |
| ------------------------ | -------------- | ------- | ------ | --------------------------------- | -------------------------- | -------- | ---------------- | -------------------- |
| Aumatal                  |                | 382     | 162297 | Landkreis Greiz                   |                            | Position | 134,6            | 1996                 |
| Buchenberg               |                | 161     | 162604 | Landkreis Greiz                   |                            | Position | 8,1              | 1961                 |
| Frießnitzer See – Struth |                | 345     | 163156 | Landkreis Greiz, Saale-Orla-Kreis |                            | Position | 355              | 1995                 |
| Gütterlitz               |                | 162     | 163419 | Landkreis Greiz                   |                            | Position | 7,8              | 1967                 |
| Steinicht                | weitere Bilder | 277     | 319154 | Landkreis Greiz                   |                            | Position | 15,7             | 1999                 |